# Bonn Open 2024 - Doppio
Il doppio del torneo di tennis professionistico Bonn Open 2024, facente parte della categoria Challenger 75 nell'ambito dell'ATP Challenger Tour 2024, si è giocato dal 5 all'11 agosto a Bonn, in Germania. Questa è stata la prima edizione del torneo.
In finale Théo Arribagé e Orlando Luz hanno sconfitto Jeevan Nedunchezhiyan e Vijay Sundar Prashanth con il punteggio di 6–2, 6–4.

## Teste di serie
1. Théo Arribagé /  Orlando Luz (campioni)
2. Jakob Schnaitter /  Mark Wallner (semifinale)

1. Fernando Romboli /  Marcelo Zormann (primo turno)
2. Jeevan Nedunchezhiyan /  Vijay Sundar Prashanth (finale)

## Wildcard
1. Chris Rodesch /  Patrick Zahraj (primo turno)

1. Christian Hansen /  Andreas Mies (primo turno)

## Ranking protetto
1. Zvonimir Babić /  Alexander Donski (primo turno)

## Tabellone

### Legenda
| - Q = Qualificato - WC = Wild card - LL = Lucky loser | - ALT = Alternate - SE = Special Exempt - PR = Protected Ranking | - w/o = Walkover - r = Ritirato - d = Squalificato |

|  | Primo turno | Primo turno                             | Primo turno                             | Primo turno | Primo turno |  |  | Quarti di finale | Quarti di finale                 | Quarti di finale                 | Quarti di finale       | Quarti di finale       |   |   | Semifinali | Semifinali                    | Semifinali                    | Semifinali                                   | Semifinali                                   |   |   | Finale | Finale | Finale | Finale | Finale |  |
|  |             |                                         |                                         |             |             |  |  |                  |                                  |                                  |                        |                        |   |   |            |                               |                               |                                              |                                              |   |   |        |        |        |        |        |  |
|  | 1           | T Arribagé O Luz                        | 4                                       | 6           | [10]        |  |  |                  |                                  |                                  |                        |                        |   |   |            |                               |                               |                                              |                                              |   |   |        |        |        |        |        |  |
|  |             | J Nicod M Vrbenský                      | 6                                       | 2           | [6]         |  |  | 1                | T Arribagé O Luz                 | T Arribagé O Luz                 | 6                      | 6                      |   |   |            |                               |                               |                                              |                                              |   |   |        |        |        |        |        |  |
|  |             | D Pel B Stevens                         | D Pel B Stevens                         | 6           | 6           |  |  |                  | D Pel B Stevens                  | D Pel B Stevens                  | 2                      | 3                      |   |   |            |                               |                               |                                              |                                              |   |   |        |        |        |        |        |  |
|  |             | L Sanchez D Sharan                      | L Sanchez D Sharan                      | 2           | 4           |  |  |                  |                                  |                                  |                        |                        |   |   | 1          | T Arribagé O Luz              | T Arribagé O Luz              | 6                                            | 6                                            |   |   |        |        |        |        |        |  |
|  | 3           | F Romboli M Zormann                     | F Romboli M Zormann                     | 3           | 3           |  |  |                  |                                  |                                  | G Blancaneaux G Jacq   | G Blancaneaux G Jacq   | 3 | 4 |            |                               |                               |                                              |                                              |   |   |        |        |        |        |        |  |
|  |             | S Martos Gornés D Vega Hernández        | S Martos Gornés D Vega Hernández        | 6           | 6           |  |  |                  | S Martos Gornés D Vega Hernández | S Martos Gornés D Vega Hernández | 3                      | 1                      |   |   |            |                               |                               |                                              |                                              |   |   |        |        |        |        |        |  |
|  |             | S Duncan H Reese                        | S Duncan H Reese                        | 0           | r           |  |  |                  | G Blancaneaux G Jacq             | G Blancaneaux G Jacq             | 6                      | 6                      |   |   |            |                               |                               |                                              |                                              |   |   |        |        |        |        |        |  |
|  |             | G Blancaneaux G Jacq                    | G Blancaneaux G Jacq                    | 1           |             |  |  |                  |                                  |                                  |                        |                        |   |   | 1          | Théo Arribagé Orlando Luz     | Théo Arribagé Orlando Luz     | 6                                            | 6                                            |   |   |        |        |        |        |        |  |
|  | WC          | C Hansen A Mies                         | 7                                       | 3           | [5]         |  |  |                  |                                  |                                  |                        |                        |   |   |            |                               | 4                             | Jeevan Nedunchezhiyan Vijay Sundar Prashanth | Jeevan Nedunchezhiyan Vijay Sundar Prashanth | 2 | 4 |        |        |        |        |        |  |
|  |             | I Sabanov M Sabanov                     | 5                                       | 6           | [10]        |  |  |                  | I Sabanov M Sabanov              | I Sabanov M Sabanov              | 4                      | 4                      |   |   |            |                               |                               |                                              |                                              |   |   |        |        |        |        |        |  |
|  |             | D Dutra da Silva M Pucinelli de Almeida | D Dutra da Silva M Pucinelli de Almeida | 5           | 3           |  |  | 4                | J Nedunchezhiyan VS Prashanth    | J Nedunchezhiyan VS Prashanth    | 6                      | 6                      |   |   |            |                               |                               |                                              |                                              |   |   |        |        |        |        |        |  |
|  | 4           | J Nedunchezhiyan VS Prashanth           | J Nedunchezhiyan VS Prashanth           | 7           | 6           |  |  |                  |                                  |                                  |                        |                        |   |   | 4          | J Nedunchezhiyan VS Prashanth | J Nedunchezhiyan VS Prashanth | 7                                            | 78                                           |   |   |        |        |        |        |        |  |
|  |             | F Bergevi M Veldheer                    | 3                                       | 78          | [10]        |  |  |                  |                                  | 2                                | J Schnaitter M Wallner | J Schnaitter M Wallner | 5 | 6 |            |                               |                               |                                              |                                              |   |   |        |        |        |        |        |  |
|  | WC          | C Rodesch P Zahraj                      | 6                                       | 6           | [6]         |  |  |                  | F Bergevi M Veldheer             | 4                                | 6                      | [7]                    |   |   |            |                               |                               |                                              |                                              |   |   |        |        |        |        |        |  |
|  | PR          | Z Babić A Donski                        | Z Babić A Donski                        | 3           | 3           |  |  | 2                | J Schnaitter M Wallner           | 6                                | 3                      | [10]                   |   |   |            |                               |                               |                                              |                                              |   |   |        |        |        |        |        |  |
|  | 2           | J Schnaitter M Wallner                  | J Schnaitter M Wallner                  | 6           | 6           |  |  |                  |                                  |                                  |                        |                        |   |   |            |                               |                               |                                              |                                              |   |   |        |        |        |        |        |  |